# Played-A-Live (The Bongo Song)
Played-A-Live (The Bongo Song) – singel duńskiego duetu Safri wydany 1 grudnia 2000 roku. Piosenka trafiła na album duetu Episode II.
Sprzedano 1,5 miliona egzemplarzy singla.

## Lista utworów
- CD singel (1 grudnia 2000)[2]

1. „Played-A-Live (The Bongo Song)” (Radio Cut) – 3:18
2. „Played-A-Live (The Bongo Song)” (Original Club Version) – 8:36

- CD maxi-singel (19 stycznia 2001)[2]

1. „Played-A-Live (The Bongo Song)” (Radio Cut) – 3:18
2. „Played-A-Live (The Bongo Song)” (Original Club Version) – 8:36
3. „Played-A-Live (The Bongo Song)” (DJ Tandu Mix) – 7:41
4. „Played-A-Live (The Bongo Song)” (Spanish Fly Remix) – 9:33
5. „Played-A-Live (The Bongo Song)” (Nick Sentience Mix) – 7:40
6. „Played-A-Live (The Bongo Song)” (Serious Mix) – 7:57

Extras:
„Played-A-Live (The Bongo Song)” (Music Video – CD-Rom Track)

## Produkcja
Singel został wyprodukowany przez duet Safri i Michaela Parsberga. Do utworu powstał również teledysk.

## Notowania na listach przebojów
| Kraj              | Lista (2001)        | Najwyższa pozycja | Certyfikat |
| ----------------- | ------------------- | ----------------- | ---------- |
| Dania             | Track Top–20        | 1                 | –          |
| Szwajcaria        | Singles Top 100     | 1                 | platyna    |
| Niemcy            | Top 100 Singles     | 2                 | platyna    |
| Belgia (Flandria) | Ultratop 50 Singles | 2                 | –          |
| Belgia (Walonia)  | Ultratop 40 Singles | 2                 | –          |
| Hiszpania         | Top 20 Singles      | 3                 | –          |
| Holandia          | Single Top 100      | 3                 | –          |
| Norwegia          | Top 20 Singles      | 4                 | –          |
| Finlandia         | Top 20 Singles      | 5                 | –          |
| Wielka Brytania   | Singles Top 200     | 6                 | –          |
| Irlandia          | Top 50 Singles      | 8                 | –          |
| Szwecja           | Top 60 Singles      | 8                 | złoto      |
| Austria           | Singles Top 75      | 7                 | –          |
| Włochy            | Top 100 Singles     | 35                | –          |
| Francja           | Top 100 Singles     | 80                | –          |